# Barklyckospindel
Barklyckospindel (Meioneta innotabilis) är en spindelart som först beskrevs av O. Pickard-Cambridge 1863.  Barklyckospindel ingår i släktet Meioneta och familjen täckvävarspindlar. Arten är reproducerande i Sverige. Inga underarter finns listade.